# سيد العالم (رواية)
سيد العالم (بالفرنسية: Maître du monde) (بالإنجليزية: Master of the World) وهي رواية نشرت في عام 1904، وأحد روايات الكاتب الفرنسي ورائد الخيال العلمي جول فيرن وتكملة لرواية روبور الفاتح. في الوقت الذي كتب فيه فيرن هذه رواية كانت حالته الصحية في تدهور، وأطلق على رواية سيد العالم مصطلح «الرواية السوداء» حيث أنها مليئة بالخوف من مجيء الطغاة كالشرير المذكور في الرواية، روبور والمستبدين.

## الأحداث
تُسرد الرواية على لسان السيد روبرت ستروك، وهو موظف ضمن شرطة واشنطن، والذي يكلف بمهمة الصعود إلى قمة جريت إيري في سلسلة جبال إليجانس، للتأكد من عدم كونها خطرًا بركانيًا على المواطنين، وبعد فشل مهمته تصله رسالة تهديد بأن لا يعيد الكَرَّة، ويتزامن ذلك مع تهديد جديد من قبل مركبة الرعب، التي تسير كأسرع سيارة، وتطير كأسرع طائرة، وتبحر كأسرع سفينة، وتغوص كأفضل غواصة، وقائدها سيد العالم (بالفرنسية:Maître du monde ميتر دي موند).